# Sybistroma transcaucasicus
Sybistroma transcaucasicus är en tvåvingeart som först beskrevs av Stackelberg 1941.  Sybistroma transcaucasicus ingår i släktet Sybistroma och familjen styltflugor. Inga underarter finns listade i Catalogue of Life.